# Mladkov
Mladkov (en allemand : Wichstadl) est un bourg (městys) du district d'Ústí nad Orlicí, dans la région de Pardubice, en République tchèque. Sa population s'élevait à 547 habitants en 2024.

## Géographie
Mladkov est arrosée par la Tichá Orlice, un affluent l'Orlice, et se trouve à 6 km à l'ouest-sud-ouest de Klášterec nad Orlicí, à 22 km au nord-est d'Ústí nad Orlicí, à 61 km à l'est-nord-est de Pardubice et à 157 km à l'est de Prague.
La commune est limitée par České Petrovice et la Pologne au nord, par Lichkov à l'est, par Těchonín et Studené au sud, et par Pastviny à l'ouest.

## Histoire
La première mention écrite de la localité date de 1367.

## Galerie

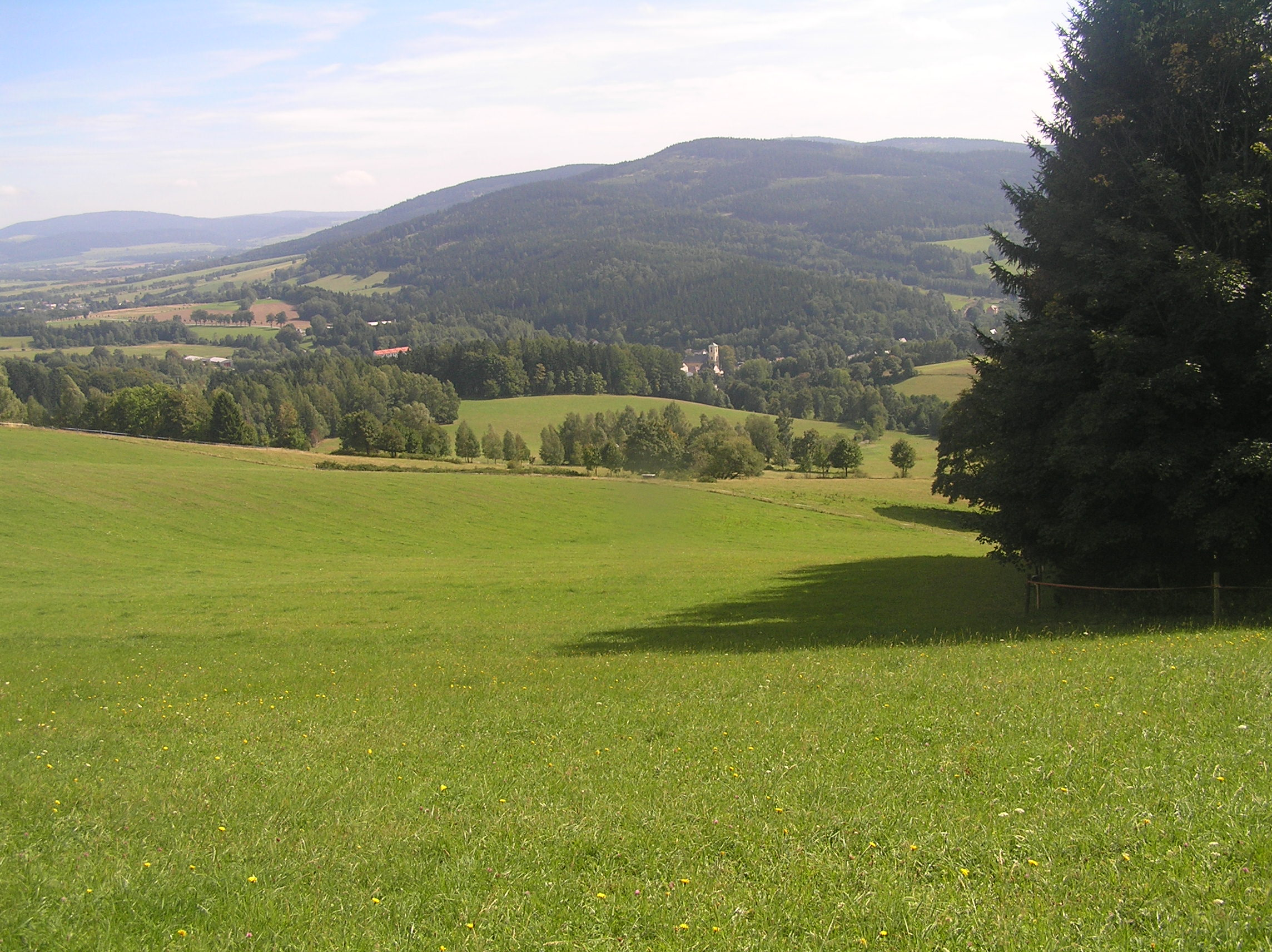
Paysage rural autour de Mladkov.
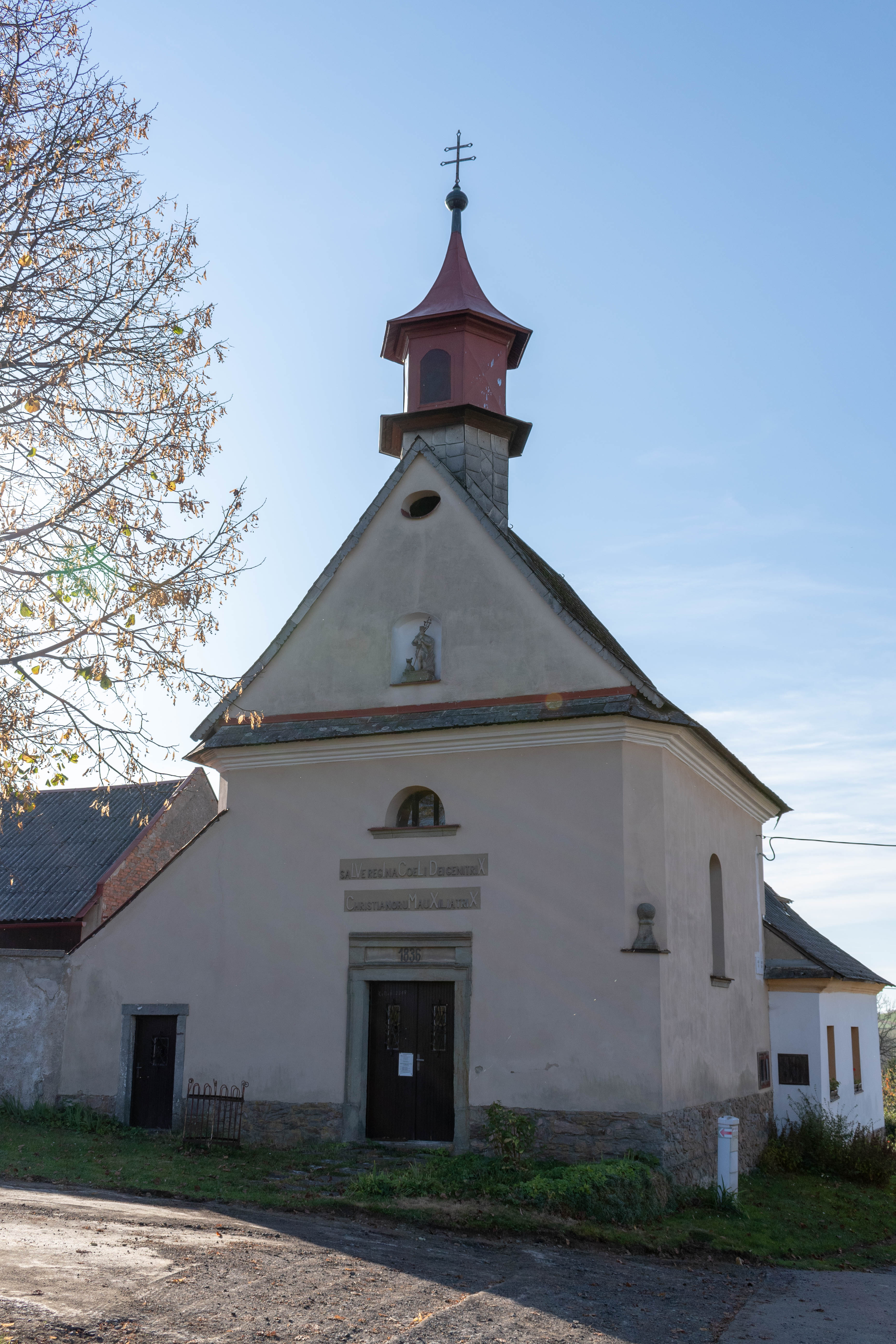
Chapelle à Vlčkovice.
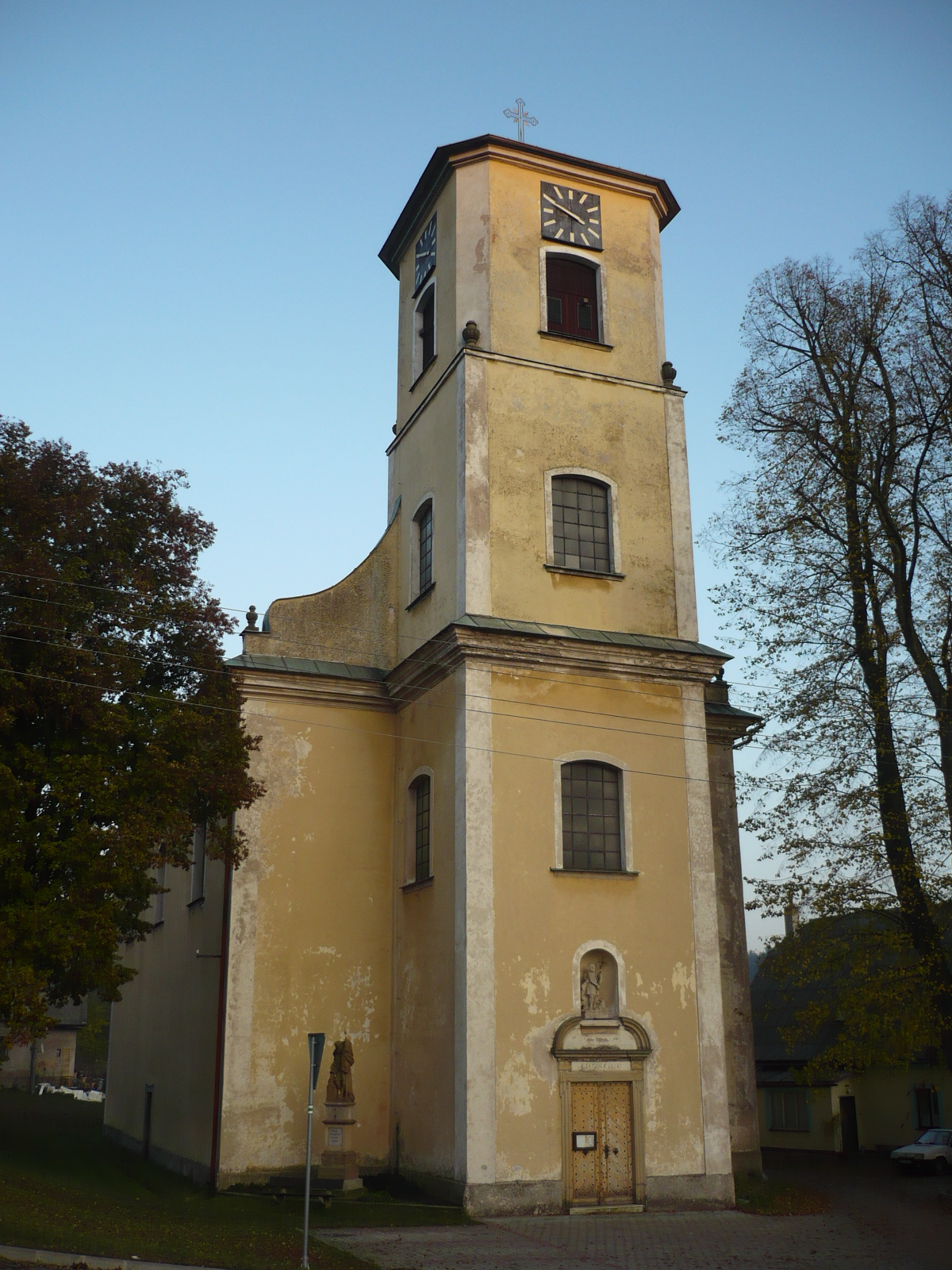
Église Saint-Jean-Baptiste.

## Administration
La commune se compose de quatre sections :
- Mladkov
- Dolany
- Petrovičky
- Vlčkovice

## Transports
Par la route, Mladkov trouve à 9,5 km de Jablonné nad Orlicí, à 27 km d'Ústí nad Orlicí, à 76 km de Pardubice et à 186 km de Prague. 